# Lantos Antal
Lantos Antal (Rákosszentmihály 1929. december 30. – 2018. március 27.) politológus, XVI. kerületi képviselő és helytörténész. Neki köszönhetően otthona lett a helytörténeti gyűjteménynek egy mátyásföldi villában, közel 50 könyv készült a XVI. kerület múltjáról, több száz helytörténeti cikke jelent meg a helyi lapokban és több tucat kiállítás is kötődik hozzá. Irányításával közel 200 000 digitalizált dokumentummal gyarapodott a kerületi helytörténeti kincsestár. Gépészként több találmány és újítás is fűződött nevéhez.

## Élete
Édesapja, dr. Lantos Antal (született Lyka Antal, illetve dr. Lantos Lyka Antal néven írt könyvet) banktisztviselő jogász volt, aki unokatestvére Lyka Károly művészettörténész. Édesanyja, Csiszár Mária, egy középparaszti család tizenharmadik, utolsóként született gyermeke volt, aki tanítónő lett. Keresztapja Gönyey (Ébner) Sándor néprajzkutató volt.
A rákosszentmihályi Csömöri úti Szent-Györgyi Albert Általános Iskolában kezdte meg tanulmányait. Apja betegsége, majd halála miatt, a gimnáziumot (Fasori Gimnázium) félbeszakítva állt először munkába a Dunai repülőgépgyárban 1944 tavaszán, tizenöt évesen. 1945 után egy rákosszentmihályi kertészetben dolgozott, majd elvégzett egy tiszti iskolát. Műszaki tisztként részt vett a déli műszaki határzár építésében. 1950 szeptemberében leszerelt. Ezt követően dolgozott az Ikarus gyár esztergályosként és a cinkotai Auras autóalkatrész gyárban. Huszonkét évig a sashalmi Elektronikus Mérőműszerek Gyárában (EMG) az alkatrészgyártás tervezőmérnökök csoportvezetője, majd a technológiai fejlesztés osztályvezetője, később az alkatrészgyár főmérnöke volt, munkája során egy a piezo kristályok szeletelésével kapcsolatos, jelentős műszaki előrelépést hozó találmány és számtalan más újítás, műszaki ötlet fűződött a nevéhez. 1975-től az akkori tanács építőipari vállalatának, a XVI. kerületi Út-és Létesitménykarbantartó Költségvetési Üzem (ULKÜ) vezetője volt. 1979-ben egészségügyi problémák miatt leszázalékolták és innen ment nyugdíjba.
Több mint 15 évig, esti iskolákban, munka mellett képezve magát középfokú műszaki, majd felsőfokú gazdaságpolitikai végzettséget szerzett. A rendszerváltáskor az MSZP politikusaként kerületi képviselő lett, a XVI. kerületi MSZP alapító elnökségi tagja volt. Később pártjának egyes tetteivel meghasonlott, kilépett a pártból és 2006-ban a Függetlenek Egylete jelöltjeként indult az önkormányzati választáson.

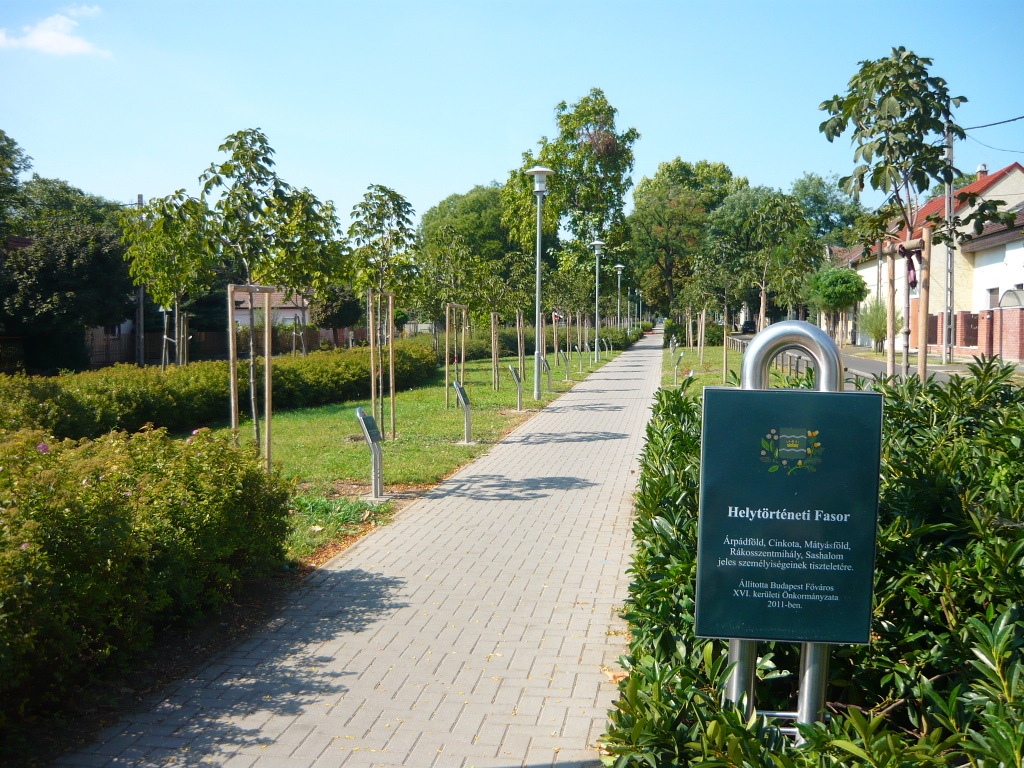
Az egykori HÉV vágányok helyére épített helytörténeti fasor Sashalmon (Budapest XVI. kerülete)

1979 óta foglalkozott lakóhelye történetével. 2006 óta az önkormányzat megbízásából hivatalosan is, amikor a Corvin Helytörténeti Klub elnöke volt. Nyugdíjasként, amikor már több ideje jutott erre, összefogta a már addig is jelentős, szerteágazó helytörténet-kutatásait. Helyi újságokban és a helytörténeti füzetekben rendszeresen publikált. Szervezőkészségének köszönhetően 2001 óta gyakran, megjelenéseit is kísérő, adott helytörténeti témát bemutató kiállításokat hozott létre, a Helytörténeti Gyűjtemény égisze alatt sikeresen lobbizott a diák „időutazások”, a helytörténeti oktatás és a vetélkedők anyagi keretére, illetve 2007-ben a Kertvárosi Helytörténeti Füzetek szerkesztését átvéve munkatársaival megsokszorozta a kiadott művek számát. Ettől az évtől kezdve a XVI. Kerületi Újság állandó Helytörténeti Rovatának szerkesztője is volt és elérte, hogy 2010-ben a gyűjtemény méltó helyet kapott egy régi mátyásföldi villaépületben a Veres Péter úton. Ő vetette fel, hogy a kerület fontos embereiről készüljenek szobrok és ő állította össze a helytörténeti fasor emléktábláin szereplő 56 kerületi potentát nevét tartalmazó listát is. A 2001-ben Budapest Főváros XVI. Kerületéért és 2002-ben Rákosszentmihályért díjakkal kitüntetett helytörténész 2018-ban a XVI. kerület posztumusz díszpolgár-jelöltje volt, de végül nem őt választották meg. 2020-ban, a húsz évvel az után, hogy Lantos Antal vezetésével megkezdődött a rendszeres helytörténeti kutatás, és tíz évvel azt követően, hogy állandó helyet kapott a Helytörténeti Gyűjtemény, ez utóbbiban létrehoztak egy kutató-könyvtárat állandó kiállítással, ami a kerek évfordulók kapcsán a Lantos Antal kutatóterem nevet kapta (avatása: 2020. szeptember 23.).
1950. júniusában nősült meg, felesége Rózsavölgyi Jolán. Három gyermekük született. Klárika, aki 22 évesen egy influenzajárvány áldozata lett, Antal dzsessz-zenész, gitár előadóművész és Jolán.

## Díjai
- Budapest Főváros XVI. Kerületéért kitüntetés (2001)[7]
- Rákosszentmihályért emlékplakett a Rákosszentmihály 100. születésnapjáról megemlékező XVI. kerületi ünnepségsorozat alkalmából (2002)[8]
- a Honismereti Szövetség emléklapja (2008)
- Podmaniczky-díj (2014)
- Honismereti Munkáért emlékérem (a Honismereti Szövetség aranyérme, 2015)

## Publikációi
2002–2018 között mintegy 50 könyv került ki a keze alól a 16. kerület múltjáról. Munkatársait koordinálva megjelentette az elődtelepülések egyház-, sport-, kultúr- és fotótörténetét is. Sok más téma mellett öt kötetben megírta Cinkota, Mátyásföld és Sashalom összefoglaló történetét, majd Rákosszentmihályét, azonban ennek második kötetét már nem tudta befejezni.
- 56 fa elődeink emlékezetére (Széman Richárddal; 2011)[13][14]
- Kerületünk épített világa : Budapest XVI. kerülete (Tóth Miklóssal és Széman Richárddal, 2. átdolgozott kiadás; 2011)[13][14]
- Kerületünk története térképeken (89 térképből álló exkluzív album 1672-től napjainkig Budapest 16. kerületéről és elődtelepüléseiről, magyarázó szövegekkel, CD melléklettel;[15] 2015)[14]

A „Kertvárosi helytörténeti füzetek” kiadványaiban íróként:
- Rákosszentmihály története – a régmúlttól 1950-ig (Kertvárosi helytörténeti füzetek (3.); 2002, 2. kiadás: 2006.)[13][14]
- Rákosszentmihály születésének okleveles emlékei (Kertvárosi helytörténeti füzetek (6.); 2004)[13][14]
- A XVI. kerület egyházainak története. A katolikus egyház
I. rész A rákosszentmihályi katolikus egyház története (Dorogi Ferenc Miklóssal, Kertvárosi helytörténeti füzetek (9); 2007)[13][14][16]
- Kerületünk ősi falvai Mohács előtt (Kertvárosi helytörténeti füzetek (10.); 2007)[13][14]
- Sashalom története a kezdetektől 1950-ig (Kertvárosi helytörténeti füzetek (13.); 2008,[14] 2. kiadás: 2014)[13]
- Cinkota története[13]
I. Mohácstól 1860-ig (Kertvárosi helytörténeti füzetek (17.); 2009)[14]
II. 1860-tól 1920-ig (Kertvárosi helytörténeti füzetek (18.); 2011)[14]
III. 1920-tól 1950-ig (Kertvárosi helytörténeti füzetek (29.); 2013)[14]
- Kerületünk története rajzokban kicsinyeknek és nagyoknak (Teszák Sándor grafikussal, 2. kiadás: 2014)[13][14]
1. kötet „Képregénykönyv": a mondáktól a XX. század elejéig. (Kertvárosi helytörténeti füzetek (24.); 2010)[14]
2. kötet „Képregénykönyv": Cinkota 1860-tól a XX. század elejéig és az új települések születése. (Kertvárosi helytörténeti füzetek (26.); 2011)[14][17]
3. kötet „Képregénykönyv": a négy nagyközség élete a XX. század első felében. (Kertvárosi helytörténeti füzetek (27.); 2012)[14]
- A régi Szentmihály (a 30-as években a helyi lapban megjelent irodalmi stílusú portrék a község kiemelkedő alakjairól Móricz Pál írásaiból, a Lantos Antal kiegészítéseivel, Kertvárosi helytörténeti füzetek (23.); 2010)[13][18][14]
- Szentmihálytól Sashalomig (Kárpáthy Lászlótól a korabeli helyi sajtóban közreadott cikkekből összeállítás a 30-as évek polgárságának éléről, Kertvárosi helytörténeti füzetek (25.); 2010)[14][19]
- Mátyásföld története (Kertvárosi helytörténeti füzetek (28.); 2012)[13][14]
- Községeink utolsó önálló évei a statisztika tükrében (Kertvárosi helytörténeti füzetek (31.); 2013)[13][14]
- Budapest, XVI. kerület statisztikai adatai, 1950-1990 (Corvin Művelődési Ház, Kertvárosi helytörténeti füzetek (33.); 2014)[13][14]
- Őrzendő emlékeink (Széman Richárddal, Kertvárosi helytörténeti füzetek (35.); 2014)[13][14]
- Kisasszonyok, nagyasszonyok (Széman Richárddal, Kertvárosi helytörténeti füzetek (38.); 2015)[13][14]
- Humor és építészet 1900 körül (Széman Richárddal, Kertvárosi helytörténeti füzetek (43.); 2017[20])[21]
- Rákosszentmihály története I. A kezdetektől az önállóságig (Szentmihálypuszta területének évszázados történelme 1902-ig, Rákosszentmihály nagyközség megalakulásáig, Kertvárosi helytörténeti füzetek (45.);2017)[22]